# Matteo Simoni
Matteo Simoni (Hasselt, 3 september 1987), geboren als Matheo Simoni, is een Belgische acteur met Italiaanse roots. Hij is actief in film, theater en op televisie.

## Biografie
Simoni studeerde aan het Lemmensinstituut en de toneelafdeling van het Herman Teirlinck Instituut. Hij speelde mee in Henry! bij 30CC (cultuurcentrum Leuven). Hij speelde ook bij Bad van Marie onder leiding van Peter Boulens in de voorstelling AC Ransart. Zijn stage deed hij bij Olympique Dramatique met de voorstelling Adams appels. Hij was ook actief bij NTGent. In 2008 richtte hij mee het theatergezelschap FC Bergman op met onder anderen Stef Aerts, Marie Vinck en Bart Hollanders. Hij speelde ook in Sinteressante dingen als Jonas (uitgezonden op Ketnet).
Met FC Bergman trok hij onder andere rond met "Wandelen op de Champs-Elysées met een schildpad, om de wereld beter te kunnen bekijken, maar het is moeilijk thee drinken op een ijsschots als iedereen dronken is", een van de stukken van de Officiële Juryselectie van het Nederlands Theaterfestival. Andere producties waren Adams appels, De thuiskomst, FOYERdeLUXE en Het Verjaardagsfeest.
Op televisie speelde hij mee in de series 16+. Na enkele bijrollen in series als Sara, Spoed, Happy Singles en Vermist vertolkte hij in 2008-2009 een van de hoofdrollen in de serie LouisLouise. In 2010 speelde hij in de film Zot van A. van Jan Verheyen. In 2011 speelde hij mee in de serie Rang 1 als Sam en had hij een gastrol in Code 37. In 2012 had hij een gastrol in Zone Stad en een rol in de langspeelfilm Weekend aan zee. In 2013 speelde hij een hoofdrol in de film van Stijn Coninx Marina, waar hij de jonge Rocco Granata vertolkte. Ook was hij te zien in de sitcom Safety First als Simon 'Smos' Vos, en als Devon Macharis in Callboys.
Op de Berlinale 2018 werd hij uitgeroepen tot European Shooting Star.
Sinds 2017 vormt hij een koppel met Loredana Falone, met wie hij in 2019 een dochter, Giulia, kreeg. Daarvoor had hij langdurig een relatie met jeugdliefde Charlotte Timmers. 
In 2023 wijzigde Simoni officieel zijn voornaam van Matheo naar Matteo.

## Filmografie

### Films
| Jaar | Film                    | Notities                  |
| ---- | ----------------------- | ------------------------- |
| 1989 | Boerenpsalm             | Als pasgeboren baby       |
| 2004 | Fast Forward            | Kortfilm                  |
| 2009 | Kortfilm nr. 1          | Kortfilm                  |
| 2010 | Zot van A.              | Als Lucas Levi            |
| 2011 | Groenten uit Balen      | Als student               |
| 2012 | Weekend aan zee         | Als Peter                 |
| 2013 | Marina                  | Als Rocco Granata         |
| 2015 | Terug naar morgen       | Als Tom                   |
| 2015 | Ay Ramon!               | Als Max Muizenest         |
| 2015 | Safety First: The Movie | Als Simon "Smos" Vos      |
| 2018 | Patser                  | Als Adamo                 |
| 2019 | Trio                    | Als Gert                  |
| 2019 | Missing Link            | Als Mr. Link              |
| 2020 | The Racer               | Als Lupo 'Tartare' Marino |
| 2021 | Rookie                  | Als Nicky                 |
| 2022 | Zillion                 | Als Dennis Black Magic    |
| 2022 | Faithfully Yours        | Als Michael Samuels       |
| 2023 | WIL                     | Als Lode Metdepenninge    |
| 2024 | Milano                  | Als Alain                 |
| 2025 | Patsers                 | Als Adamo                 |

### Televisieseries
| Jaar      | Serie                       | Zender   | Notities                                                                         |
| --------- | --------------------------- | -------- | -------------------------------------------------------------------------------- |
| 2005-2006 | Uit het leven gegrepen: 16+ | Eén      | Hoofdrol als David                                                               |
| 2007      | Sara                        | VTM      | Gastrol als Pieter in aflevering 15                                              |
| 2007      | Spoed                       | VTM      | Gastrol als Lionel in de aflevering De verloren zoon                             |
| 2008      | Vermist                     | VT4      | Gastrol in de aflevering Baby Alisha                                             |
| 2008      | Happy Singles               | VTM      | Gastrol als Nick in de aflevering Geen orgasme, geld terug                       |
| 2008-2009 | LouisLouise                 | VTM      | Hoofdrol als Nico Messiaen                                                       |
| 2009      | Sinteressante dingen        | Ketnet   | Gastrol als verliefde student in aflevering 5                                    |
| 2010      | Team Kwistenbiebel          | Ketnet   | Hoofdrol als Tony Complot en Ninja                                               |
| 2010      | Witse                       | Eén      | Bijrol als Thomas Nackaert in de aflevering Jelle                                |
| 2010      | Zone Stad                   | VTM      | Gastrol als Kevin Peeters in de aflevering Koud geserveerd                       |
| 2010      | Dag & Nacht: Hotel Eburon   | VTM      | Gastrol als Andrea in aflevering 9                                               |
| 2011      | Code 37                     | VTM      | Bijrol als Kurt Heremans in de afleveringen De oase - deel 1 en De oase - deel 2 |
| 2011-2012 | Rang 1                      | Eén      | Bijrol als Sam Desmedt                                                           |
| 2012      | Zone Stad                   | VTM      | Bijrol als Jonas Vermeersch in de aflevering Parkour                             |
| 2013-2014 | Safety First                | VTM      | Hoofdrol als Simon 'Smos' Vos                                                    |
| 2014      | Amateurs                    | VTM      | Hoofdrol als Pierre De Valck 'piet'                                              |
| 2016      | Callboys                    | Vier     | Hoofdrol als Devon Macharis                                                      |
| 2016      | Wat als?                    | VTM      | Hoofdrol als diverse personages                                                  |
| 2019      | De Bende van Jan de Lichte  | VTM      | Hoofdrol als Jan de Lichte                                                       |
| 2019      | Callboys                    | Vier     | Hoofdrol als Devon Macharis                                                      |
| 2020      | Cold Courage                | Viaplay  | Als Rico (8 afleveringen)                                                        |
| 2022      | Atlanta (televisieserie)    | Disney + | Als Dirk Concertorganisator Paradisio (Aflevering 2)                             |
| 2023      | De Mol                      | Play4    | Kandidaat                                                                        |

## Trivia
- Op 9 februari 2013 was hij te gast in Ketnet King Size als peter van de jaareditie van het Vlaams Jeugdfilmfestival.
- Matteo Simoni is ambassadeur van Warme William, een organisatie die zich inzet voor het mentale welzijn van kinderen en jongeren in Vlaanderen.[4]
- In 2023 nam Simoni als eerste bekende Vlaming ooit deel aan de Belgische versie van De Mol. Hij viel echter af bij de eerste eliminatietest.[5]